# Châtenay-en-France
Pour les articles homonymes, voir Châtenay.
Châtenay-en-France est une commune française située dans le département du Val-d'Oise, en région Île-de-France.
Ses habitants sont appelés les Francs-Chatenaisiens.

## Géographie

### Description
Châtenay-en-France est située dans le nord-est du Val-d'Oise, à une distance orthodromique de 4 km au nord-nord-ouest de Goussainville, et de 25 km au nord-nord-est de Paris. Le village se situe sur une butte-témoin boisée culminant à 172 m d'altitude, dominant ainsi la plaine de France. Le village voisin de Fontenay-en-Parisis est situé 50 m plus bas. Des terres agricoles entourent la butte de tous les côtés. Les cours d'eau sont complètement absents sur la commune, qui compte quand même quelques sources et une mare forestière. Châtenay est membre à part entière du parc naturel régional Oise-Pays de France créé par décret du 13 janvier 2004.

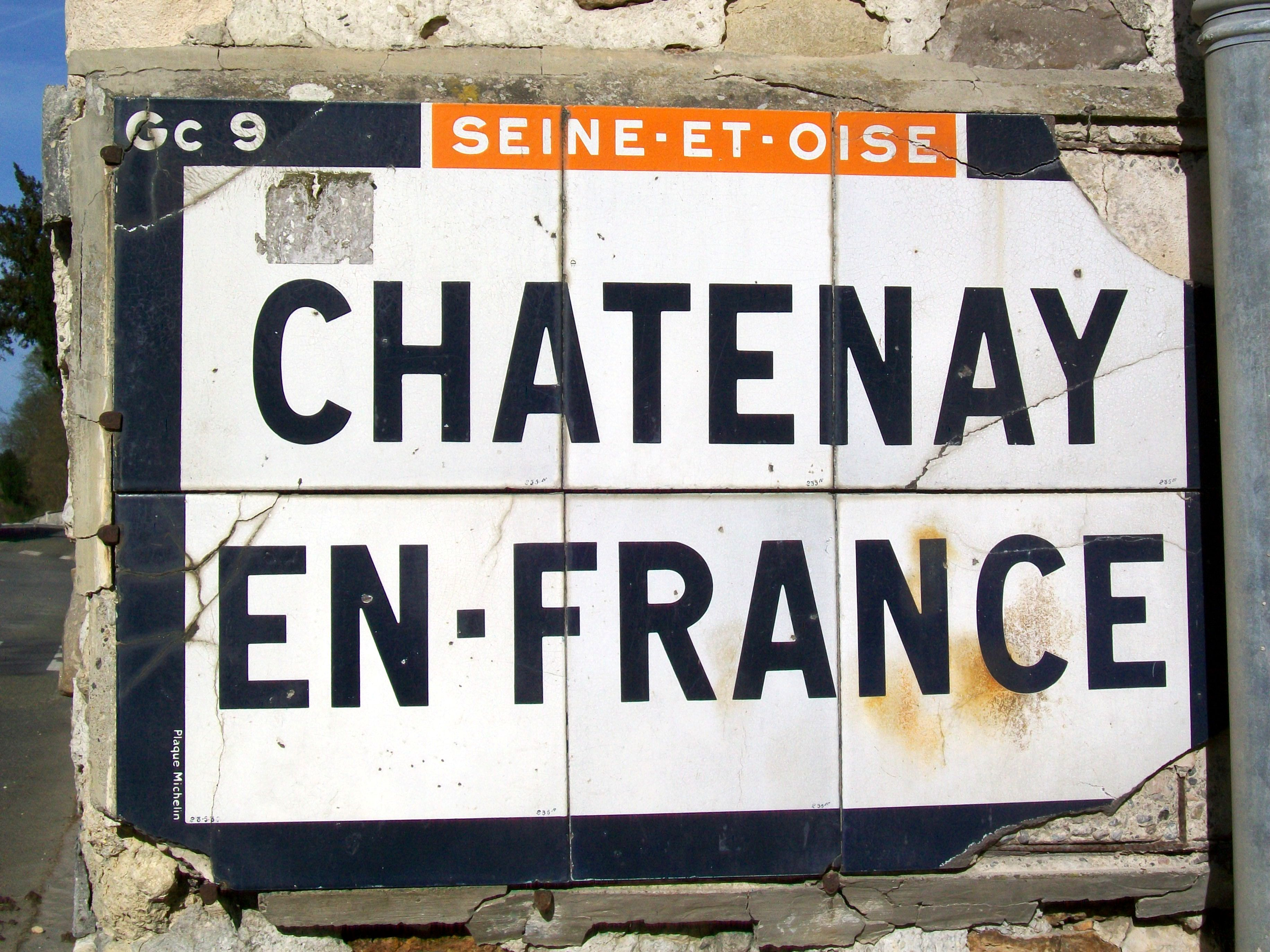
Ancienne plaque Michelin d'entrée du village, du temps de la Seine-et-Oise.

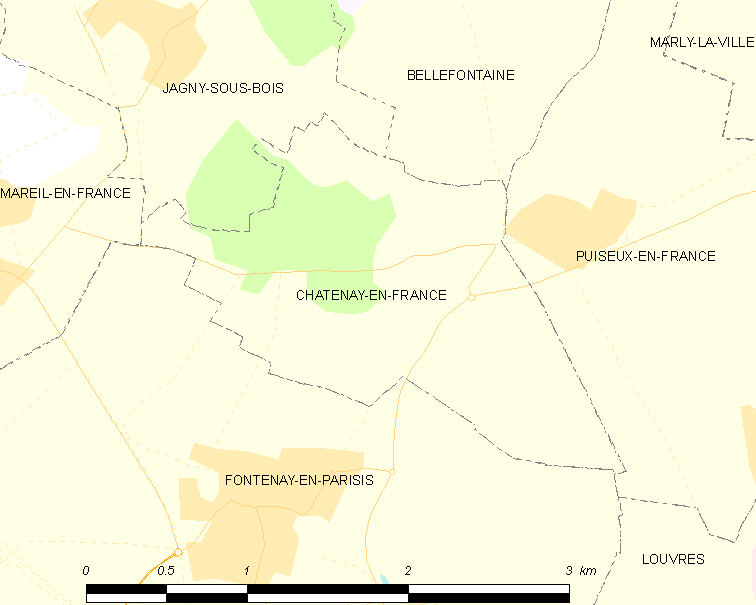
Carte de la commune.
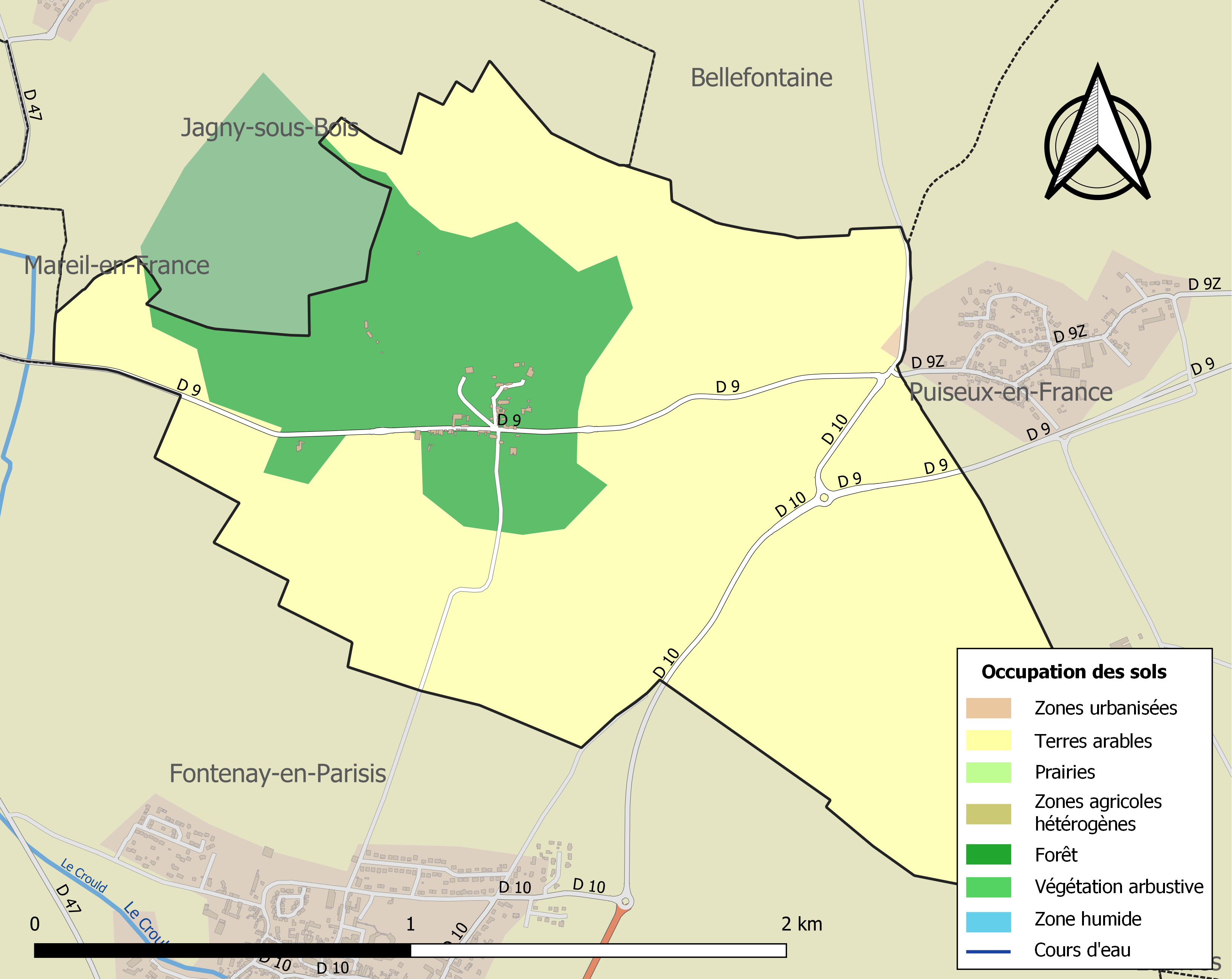
Occupation des sols.

### Communes limitrophes
Les communes limitrophes sont au nombre de cinq, toutes reliées à Châtenay par des sentiers de randonnée, à l'exception de Mareil-en-France. Par contre, aucune route directe ne relie Châtenay à Bellefontaine. Parmi les cinq communes voisines, seul Fontenay-en-Parisis est un petit bourg, mais le nouveau quartier de Puiseux-en-France dispose également de quelques commerces de proximité. Ce quartier, proche de la gare de Louvres, est à ne pas confondre avec le vieux village de Puiseux, à 1,5 km à l'est de Châtenay.
| Jagny-sous-Bois  |                     | Bellefontaine     |
| Mareil-en-France | Châtenay-en-France  | Puiseux-en-France |
|                  | Fontenay-en-Parisis |                   |

### Climat
Pour des articles plus généraux, voir Climat de l'Île-de-France et Climat du Val-d'Oise.
En 2010, le climat de la commune est de type climat océanique dégradé des plaines du Centre et du Nord, selon une étude du CNRS s'appuyant sur une série de données couvrant la période 1971-2000. En 2020, Météo-France publie une typologie des climats de la France métropolitaine dans laquelle la commune est dans une zone de transition entre le climat océanique et le climat océanique altéré et est dans la région climatique  Sud-ouest du bassin Parisien, caractérisée par une faible pluviométrie, notamment au printemps (120 à 150 mm) et un hiver froid (3,5 °C). 
Pour la période 1971-2000, la température annuelle moyenne est de 10,7 °C, avec une amplitude thermique annuelle de 14,7 °C. Le cumul annuel moyen de précipitations est de 719 mm, avec 11,6 jours de précipitations en janvier et 8,2 jours en juillet. Pour la période 1991-2020, la température moyenne annuelle observée sur la station météorologique la plus proche, située sur la commune de Saint-Witz à 8 km à vol d'oiseau, est de 11,9 °C et le cumul annuel moyen de précipitations est de 676,8 mm,. Pour l'avenir, les paramètres climatiques de la commune estimés pour 2050 selon différents scénarios d'émission de gaz à effet de serre sont consultables sur un site dédié publié par Météo-France en novembre 2022.

## Urbanisme

### Typologie
Au 1er janvier 2024, Châtenay-en-France est catégorisée commune rurale à habitat très dispersé, selon la nouvelle grille communale de densité à sept niveaux définie par l'Insee en 2022.
Elle est située hors unité urbaine. Par ailleurs la commune fait partie de l'aire d'attraction de Paris, dont elle est une commune de la couronne,. Cette aire regroupe 1 929 communes,.

### Voies de communication et transports
Châtenay est desservie par la RD 9, axe est-ouest reliant l'ancienne RN 16 (actuelle RD 316), à l'ancienne RN 17 (actuelle RD 317). La rue vers Fontenay-en-Parisis au sud est fermée à la circulation automobile.
Châtenay n'est pas desservie par les transports en commun autres que scolaires. La station de train la plus proche est la  gare de Louvres, sur le RER D, à 5,7 km.
Le GR de Pays « de la Plaine de France » traverse la commune du nord au sud, venant de Fontenay-en-Parisis et continuant vers Bellefontaine et la vallée de l'Ysieux. À l'extrémité nord du territoire communal, ce sentier se croise avec un autre itinéraire de randonnée, venant de Louvres et Puiseux-en-France, et continuant vers Jagny-sous-Bois et Luzarches.

## Toponymie
Castanetum en 1097, Castanetum in Francia, Castanedum, Castaneum en 1119, Chatenay-en-France.

## Politique et administration

### Rattachements administratifs et électoraux
Rattachements administratifs
Antérieurement à la loi du 10 juillet 1964, la commune faisait partie du département de Seine-et-Oise. La réorganisation de la région parisienne en 1964 fit que la commune appartient désormais au département du Val-d'Oise et à son arrondissement de Sarcelles après un transfert administratif effectif au 1er janvier 1968.
Elle faisait partie de 1806 à 1967 du canton d'Écouen de Seine-et-Oise. Lors de la mise en place du Val-d'Oise, la ville intègre le canton de Luzarches. Dans le cadre du redécoupage cantonal de 2014 en France, cette circonscription administrative territoriale a disparu, et le canton n'est plus qu'une circonscription électorale.
Châtenay-en-France fait partie de la juridiction d’instance de Gonesse (depuis la suppression du tribunal d'instance d'Écouen en février 2008), et du tribunal judiciaire ainsi que de commerce de Pontoise,.
Rattachements électoraux
Pour les élections départementales, la commune est membre depuis 2014 du canton de Fosses
Pour l'élection des députés, elle fait partie de la neuvième circonscription du Val-d'Oise.

### Intercommunalité
Châtenay-en-France était membre de la communauté de communes du pays de France, un établissement public de coopération intercommunale (EPCI) à fiscalité propre créé fin 1993 et auquel la commune avait transféré un certain nombre de ses compétences, dans les conditions déterminées par le code général des collectivités territoriales.
Dans le cadre des dispositions de la loi portant nouvelle organisation territoriale de la République du 7 août 2015, qui prévoit que les établissements publics de coopération intercommunale (EPCI) à fiscalité propre doivent avoir un minimum de 15 000 habitants, cette petite  intercommunalité a fusionné 1er janvier 2017 au sein  de la communauté de communes Carnelle Pays de France dont est désormais membre la commune.

### Liste des maires
| Période                                  | Période  | Identité       | Étiquette    | Qualité |
| ---------------------------------------- | -------- | -------------- | ------------ | --- |
| Les données manquantes sont à compléter. |          |                |              | |
| 1995                                     | En cours | Jacques Renaud | UMP puis DVD | Responsable de société Président (2001 → 2014) puis vice-président (2014 → 2016) de la CC du pays de France Vice-président de la CC Carnelle Pays de France (2017 → 2020) Réélu pour le mandat 2020-2026, |

## Population et société

### Démographie
L'évolution du nombre d'habitants est connue à travers les recensements de la population effectués dans la commune depuis 1793. Pour les communes de moins de 10 000 habitants, une enquête de recensement portant sur toute la population est réalisée tous les cinq ans, les populations de référence des années intermédiaires étant quant à elles estimées par interpolation ou extrapolation. Pour la commune, le premier recensement exhaustif entrant dans le cadre du nouveau dispositif a été réalisé en 2008.

En 2022, la commune comptait 73 habitants, en évolution de +1,39 % par rapport à 2016 (Val-d'Oise : +4 %, France hors Mayotte : +2,11 %).
| 1793 | 1800 | 1806 | 1821 | 1831 | 1836 | 1841 | 1846 | 1851 |
| ---- | ---- | ---- | ---- | ---- | ---- | ---- | ---- | ---- |
| 118  | 89   | 89   | 76   | 77   | 70   | 81   | 84   | 72   |

| 1856 | 1861 | 1866 | 1872 | 1876 | 1881 | 1886 | 1891 | 1896 |
| ---- | ---- | ---- | ---- | ---- | ---- | ---- | ---- | ---- |
| 78   | 56   | 51   | 69   | 71   | 53   | 76   | 74   | 82   |

| 1901 | 1906 | 1911 | 1921 | 1926 | 1931 | 1936 | 1946 | 1954 |
| ---- | ---- | ---- | ---- | ---- | ---- | ---- | ---- | ---- |
| 72   | 62   | 67   | 51   | 46   | 60   | 60   | 61   | 78   |

| 1962 | 1968 | 1975 | 1982 | 1990 | 1999 | 2006 | 2008 | 2013 |
| ---- | ---- | ---- | ---- | ---- | ---- | ---- | ---- | ---- |
| 69   | 53   | 69   | 75   | 60   | 61   | 64   | 65   | 75   |

| 2018 | 2022 | - | - | - | - | - | - | - |
| ---- | ---- | - | - | - | - | - | - | - |
| 76   | 73   | - | - | - | - | - | - | - |

## Culture locale et patrimoine

### Lieux et monuments

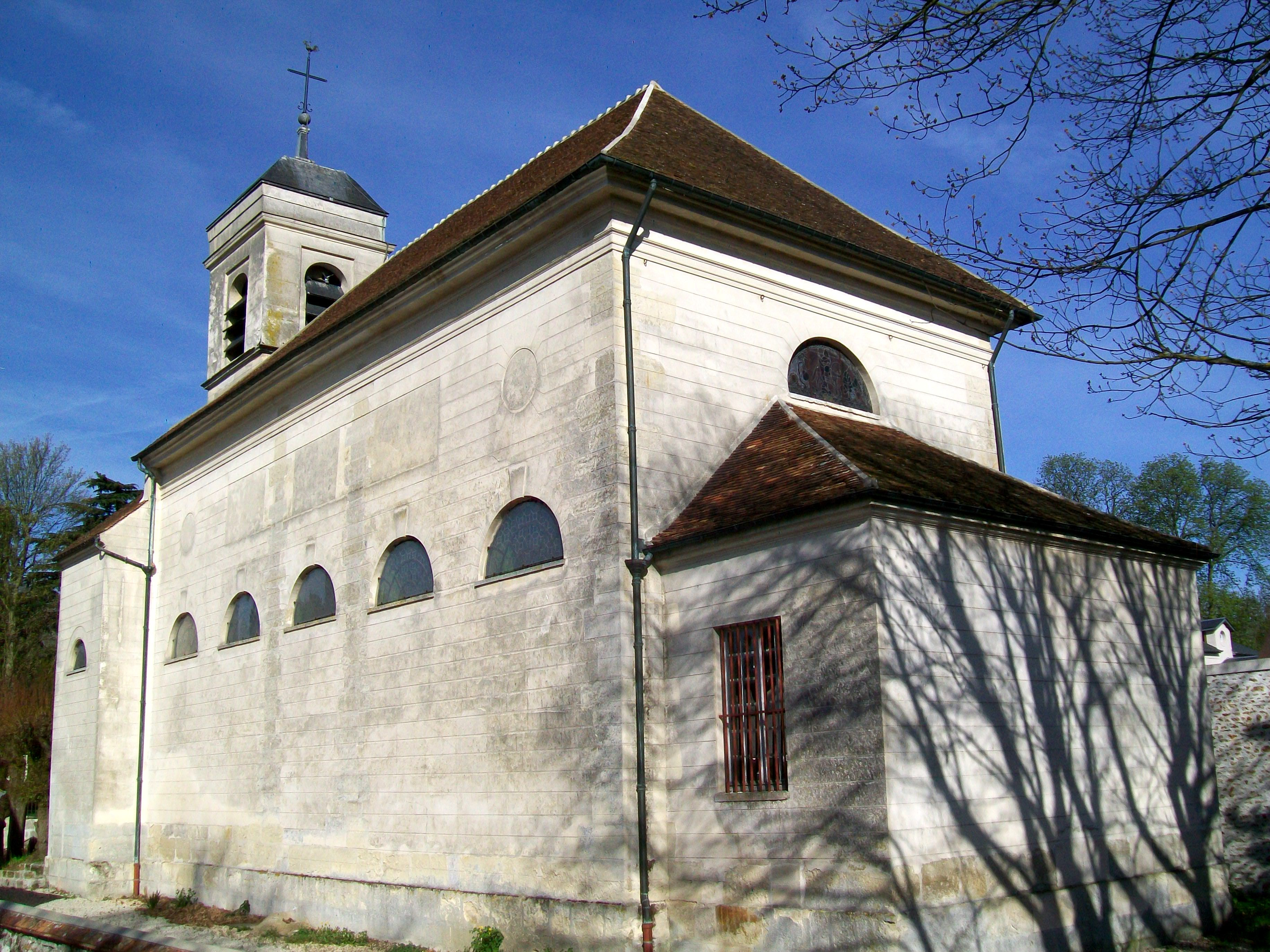
L'église, vue depuis le sud-est.

Châtenay-en-France compte un monument historique sur son territoire : 
- Église Saint-Martin, rue de l'Église (classée monument historique en 1990[26])

Une église à Châtenay est mentionnée dès 1097 dans une bulle d'Urbain II, quand l'évêque de Paris la donne au prieuré Saint-Martin-des-Champs, dont elle dépend jusqu'à la Révolution. 
L'église initiale a  bénéficié d'une réfection du chœur au XVIIIe siècle, mais a finalement été complètement démolie en raison de son mauvais état. 
Pour la remplacer, une nouvelle église est  construite entre 1784 et 1786 dans le style néoclassique, selon le plan du célèbre architecte Jacques Cellerier. 
Le portail est encadré par deux colonnes et surmonté d'un fronton en segment de cercle. La nef est précédée d'un narthex et comporte cinq travées, et se termine par un chevet plat. La sacristie y est accolée. Le petit clocher est bâti sur le narthex. La totalité des façades est agrémentée de bossages, tout en restant sobre. Les ouvertures sont en demi-lune, y inclus la fenêtre du chevet. Le plafond est une voûte en berceau continue,,.

L'église Saint-Martin
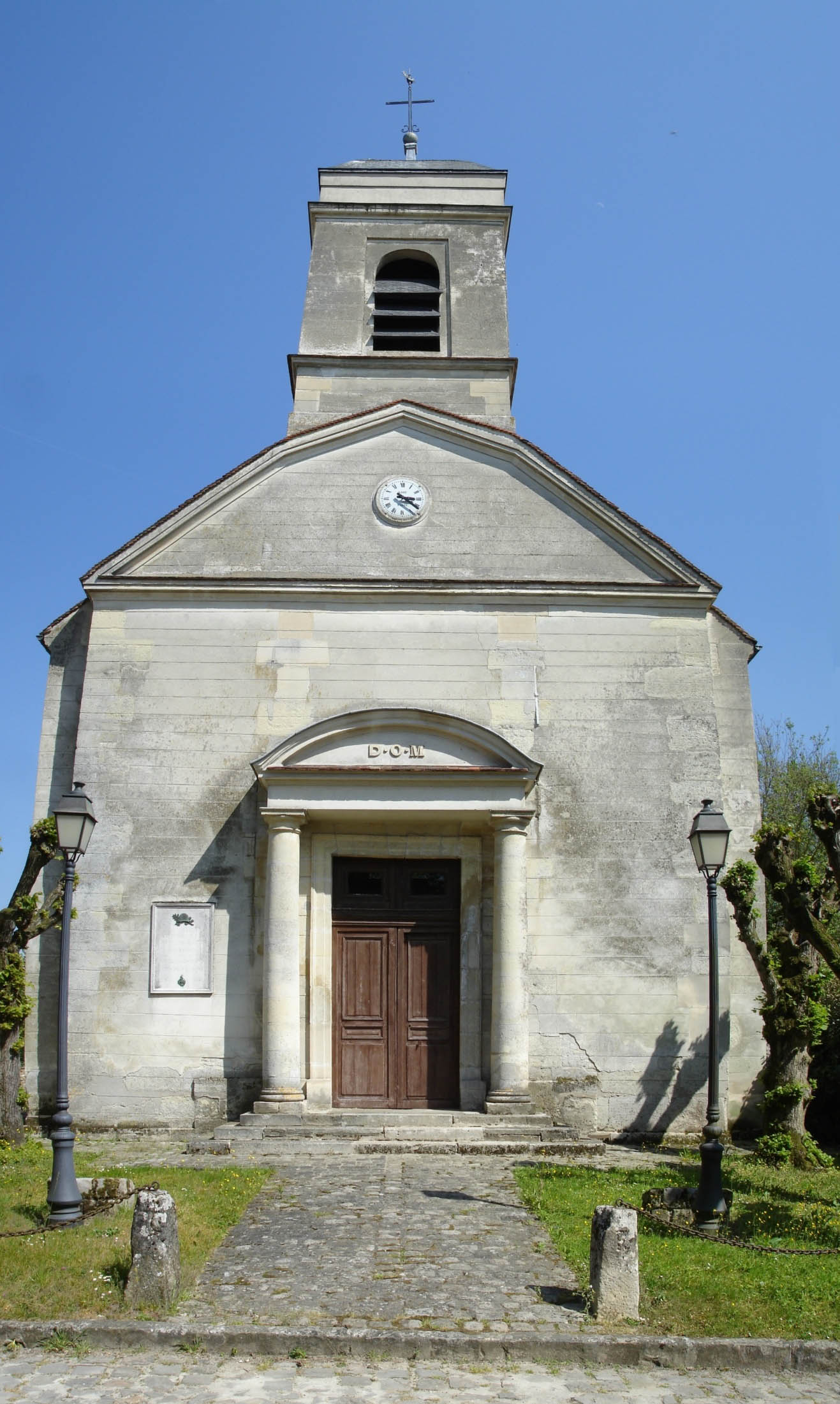
Façade principale.
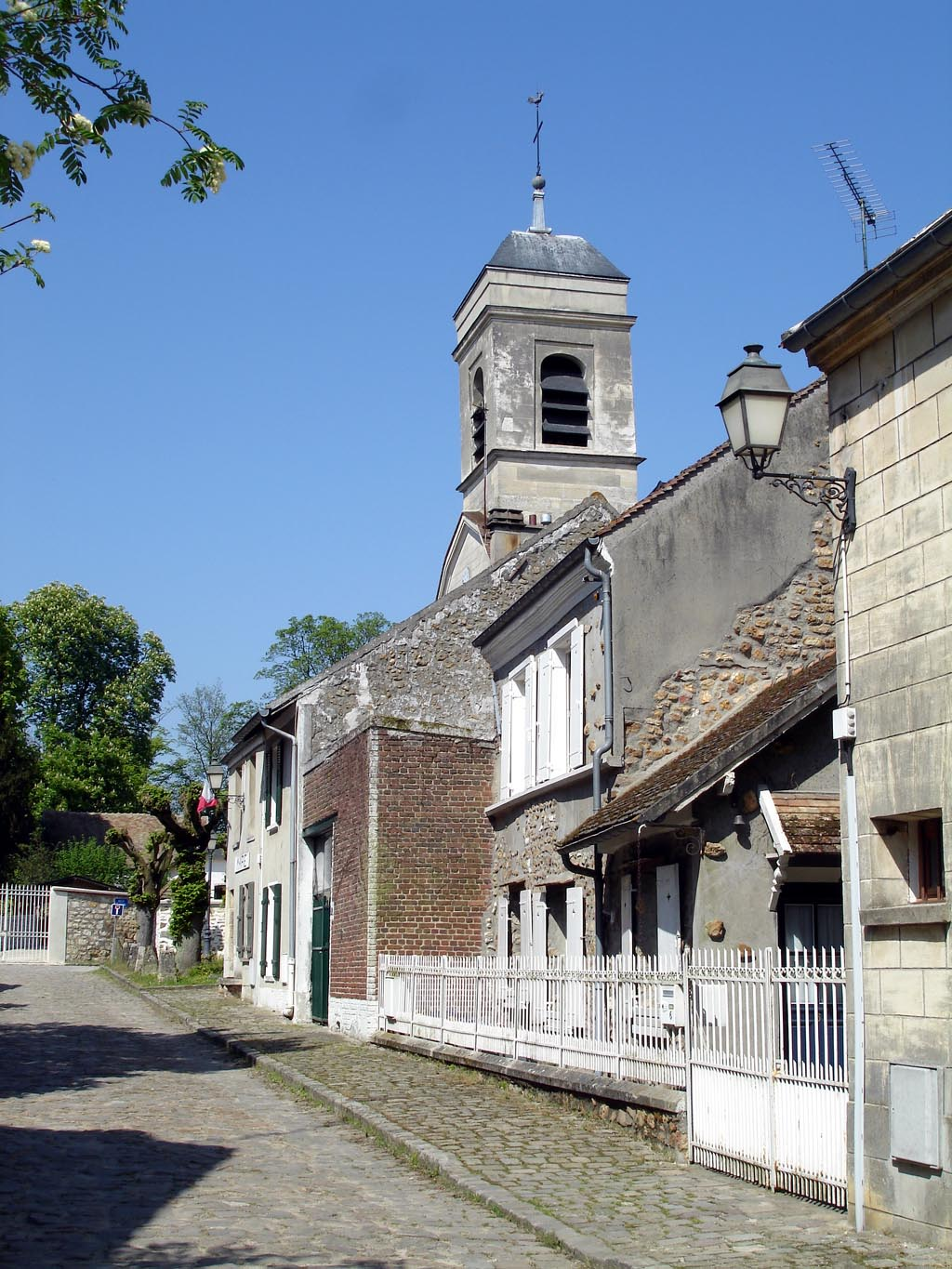
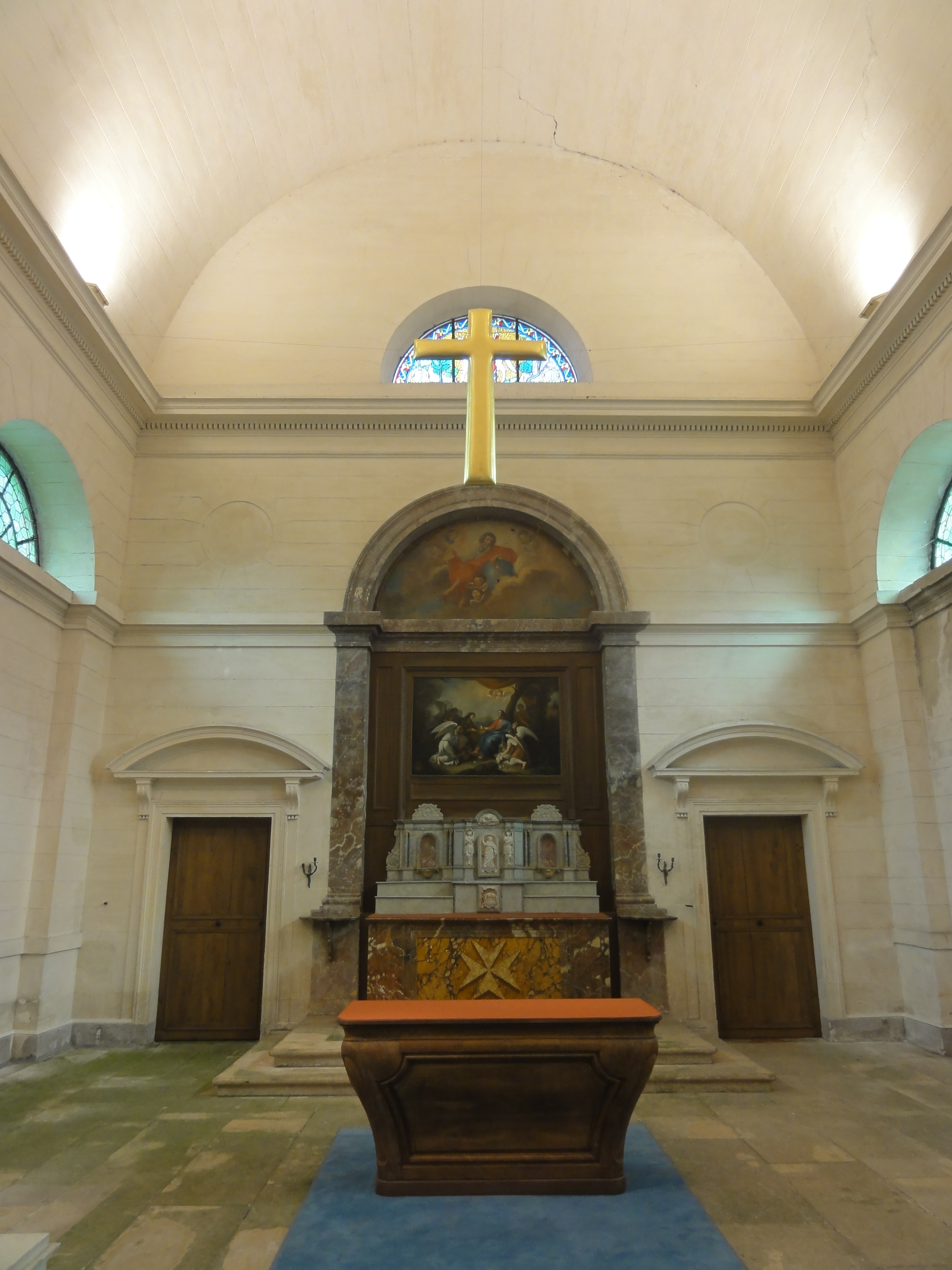
Chœur.
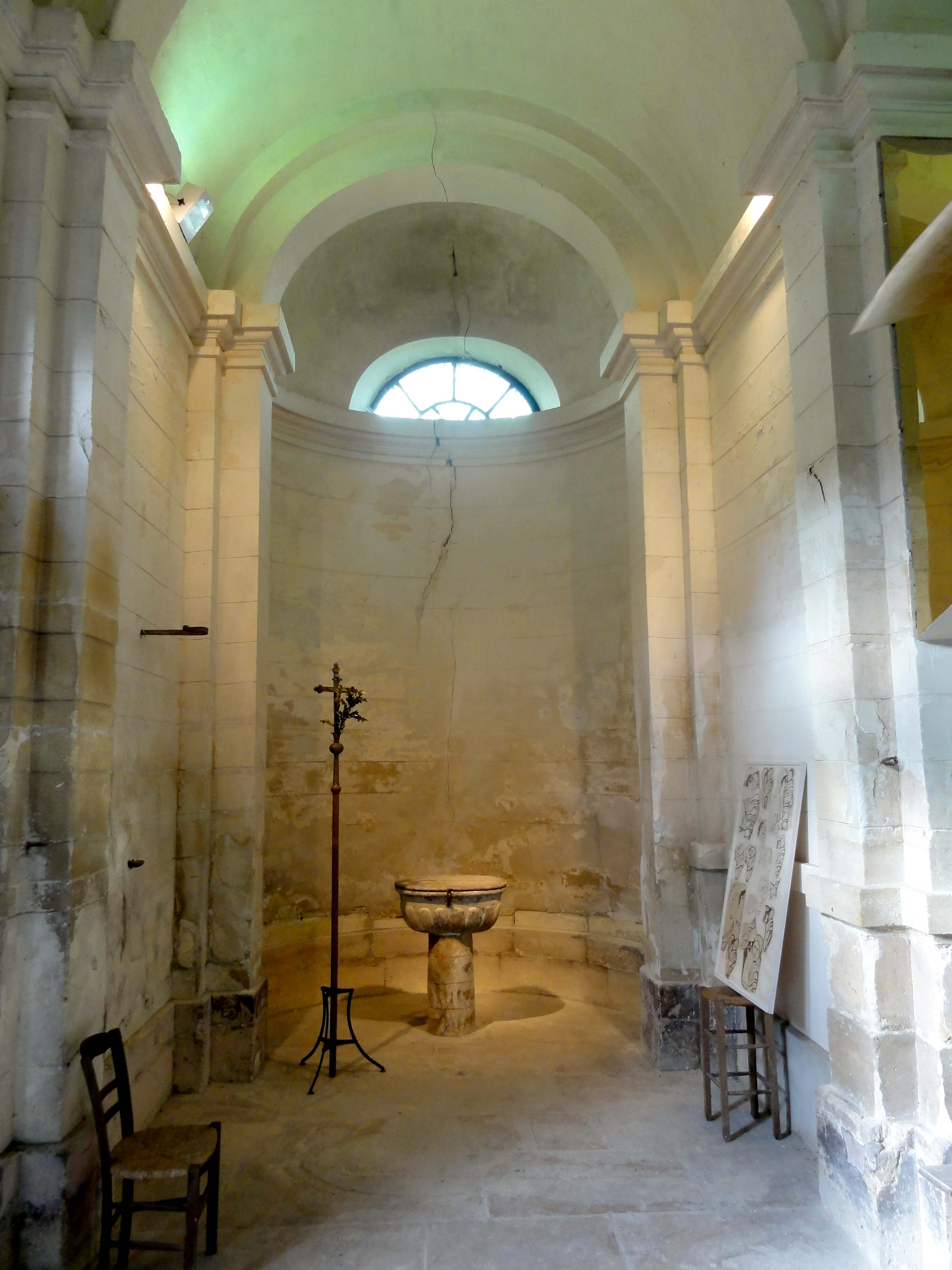
Narthex et fonts baptismaux.

On peut également signaler : 
- Château et orangerie de Châtenay

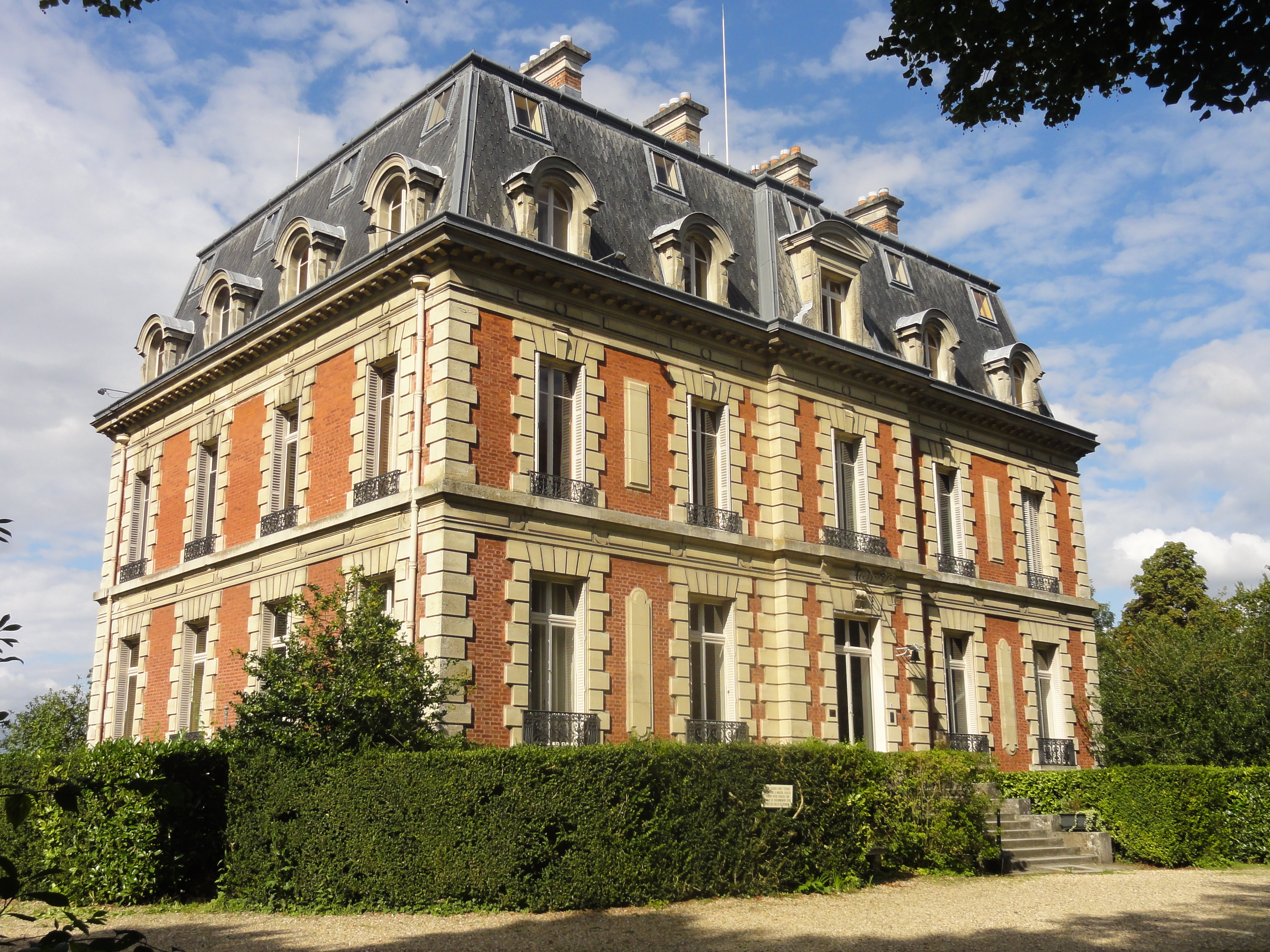
Le château de Châtenay.

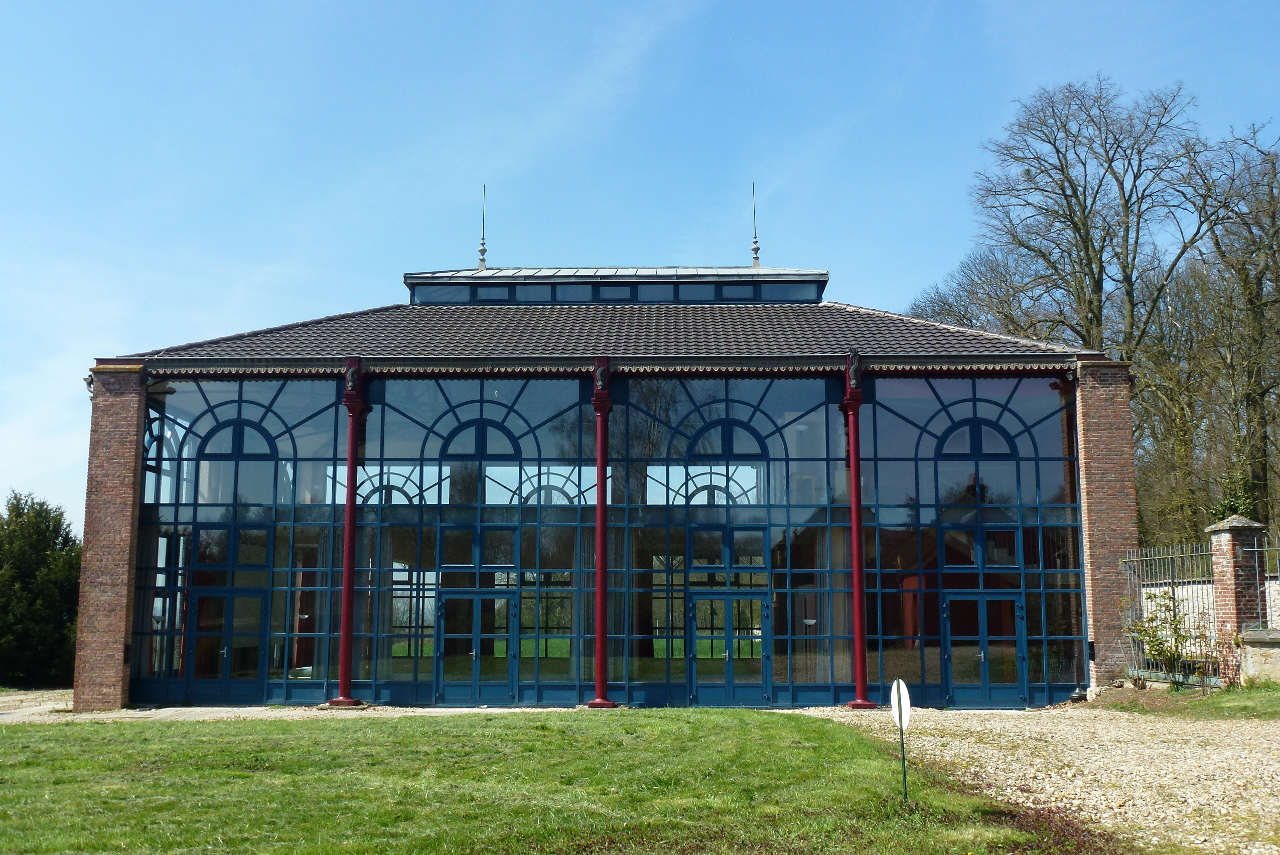
L'orangerie du château de Châtenay.

- - Le château de Chatenay, au milieu de son parc : construit en 1880 par l'architecte Dainville, ce petit manoir à un étage présente cinq fenêtres sur la façade principale, avec un corps central faisant saillie au centre. La façade est conçue autour de chaînages d'angle en pierre de taille claire et de trumeaux en brique rouge[29]. La haute toiture à la Mansart abrite un second étage et des combles. Le château ainsi que ses bâtiments annexes dispersés dans le parc et le village ont été convertis en centre de séminaires[30].
  - L'ancienne orangerie, rue Honoré-de-Mirabeau : transformée en salle de réunion, elle reste un magnifique témoin de l'architecture industrielle du dernier quart du XIXe siècle, avec sa charpente en acier rivé et ses façades nord et sud entièrement vitrées. Ainsi, l'orangerie n'est pas sans rappeler les pavillons Baltard[30].

- La maison de campagne d'un notaire parisien, rue Honoré-de-Mirabeau, au carrefour du centre du village

Construit en 1802 pour Desysnard de Moiret, elle reproduit le schéma des hôtels particuliers parisiens de la fin du XVIIIe siècle, où les communs délimitent une cour donnant sur la rue, avec la résidence construite en retrait. La façade est très sobre, agrémentée seulement par l'entablement de la porte, les pilastres d'angles faits de plâtre et le bandeau courant horizontalement sous les fenêtres de l'étage.
- Le monument pour Ambroise Jacquin, au carrefour de la rue Honoré-de-Mirabeau avec l'allée des Joncs

De la forme de beaucoup de monuments aux morts, il commémore l'assassinat du résistant Ambroise Jacquin par la Gestapo, le 26 août 1944, à l'âge de quarante-six ans.
- Le lavoir « fontaine des Joncs », allée des Joncs, au nord du parc du château sur le chemin rural menant vers Bellefontaine : bassin en pierre subdivisé en deux parties, avec un abri en charpente et toit en appentis à l'est, l'ensemble à l'état d'abandon. La source est aujourd'hui à peu près asséchée.

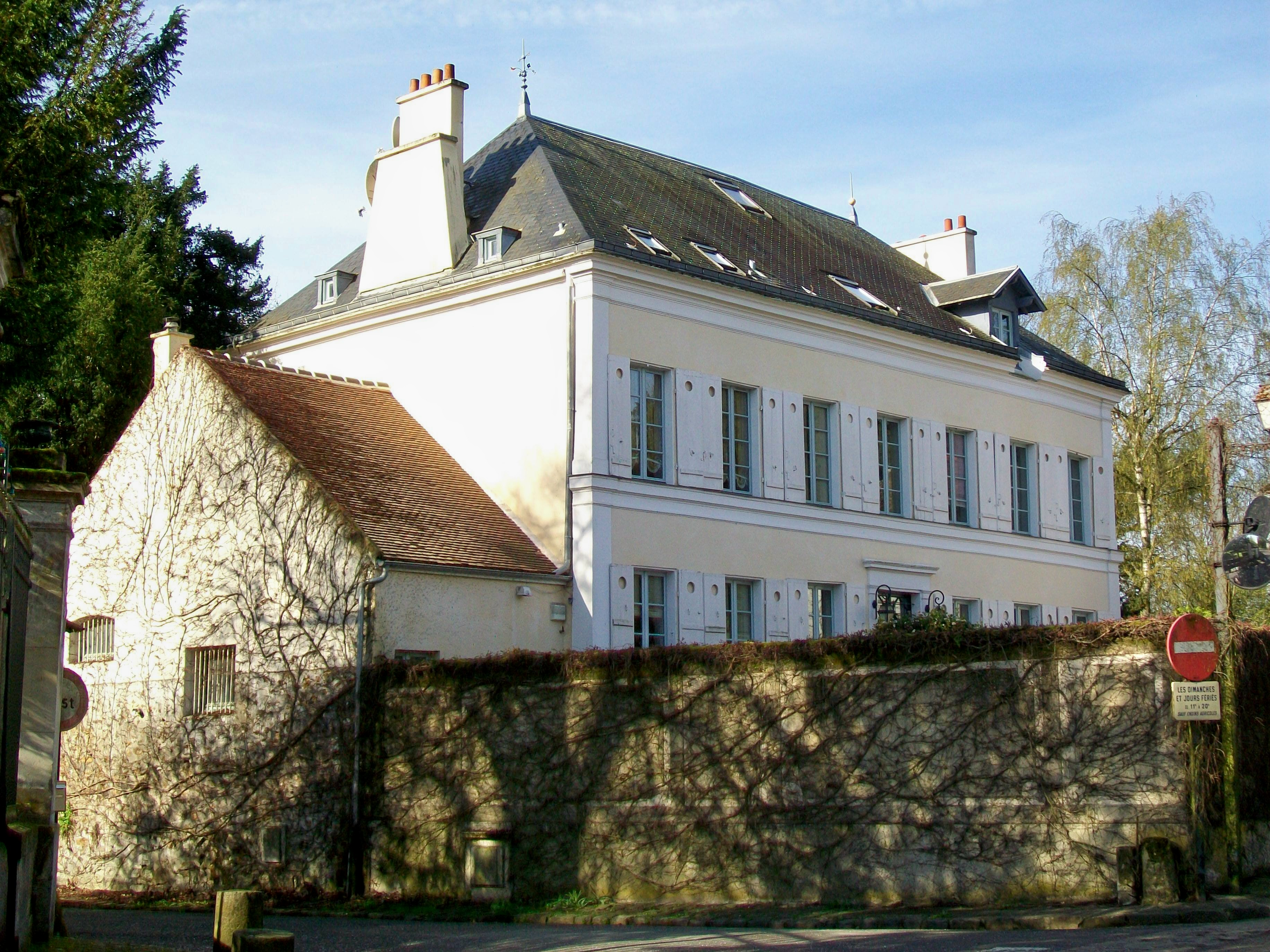
Maison de campagne d'un notaire parisien, 1802.
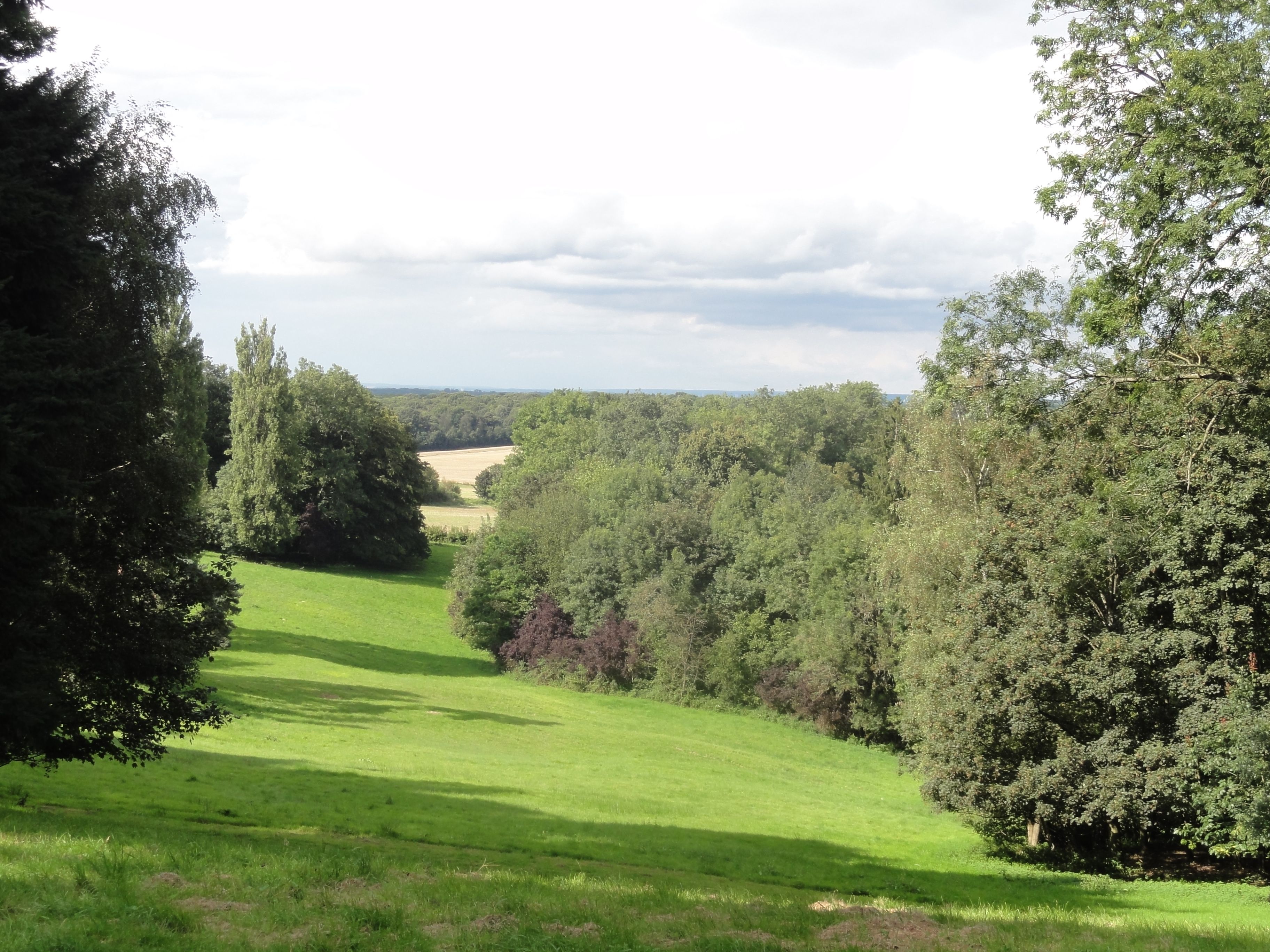
Parc du château.
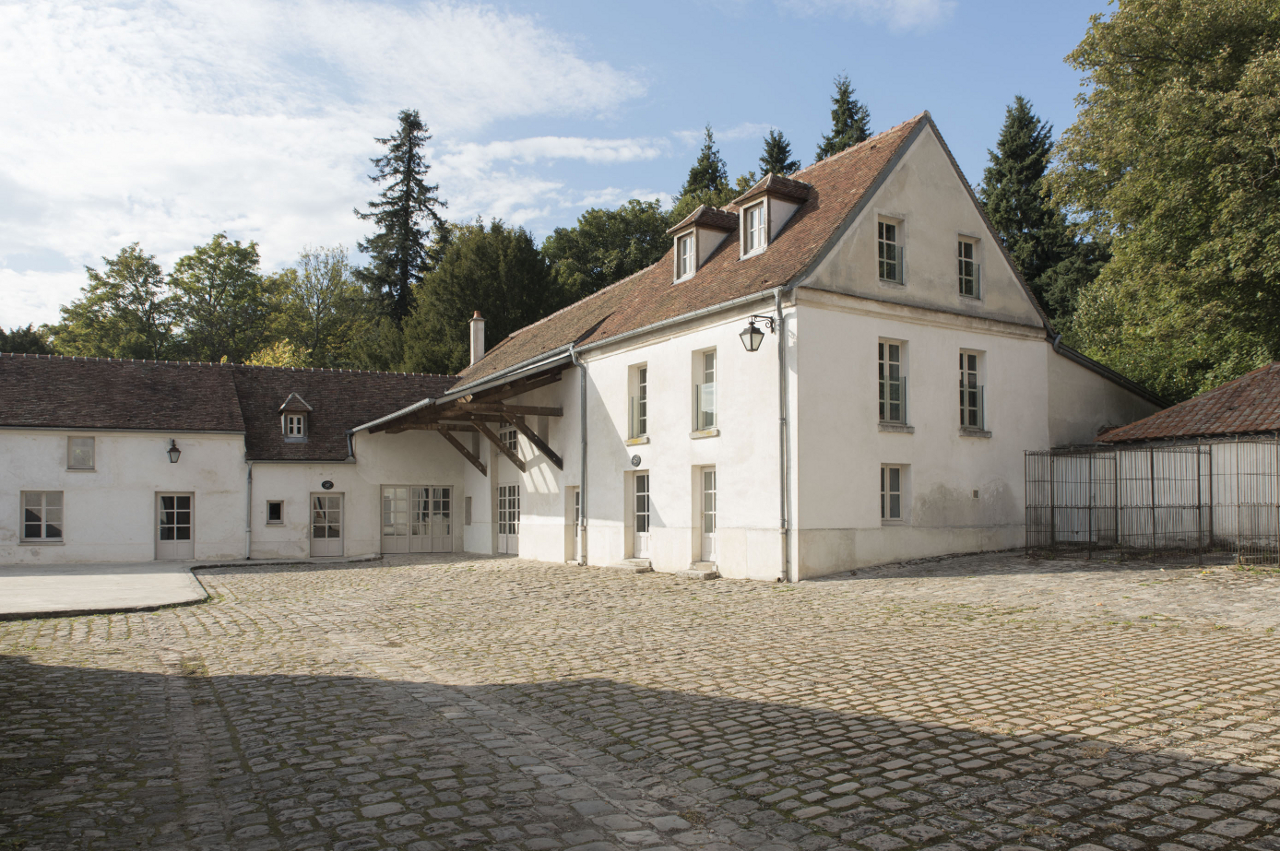
Château de Châtenay, ancienne ferme.
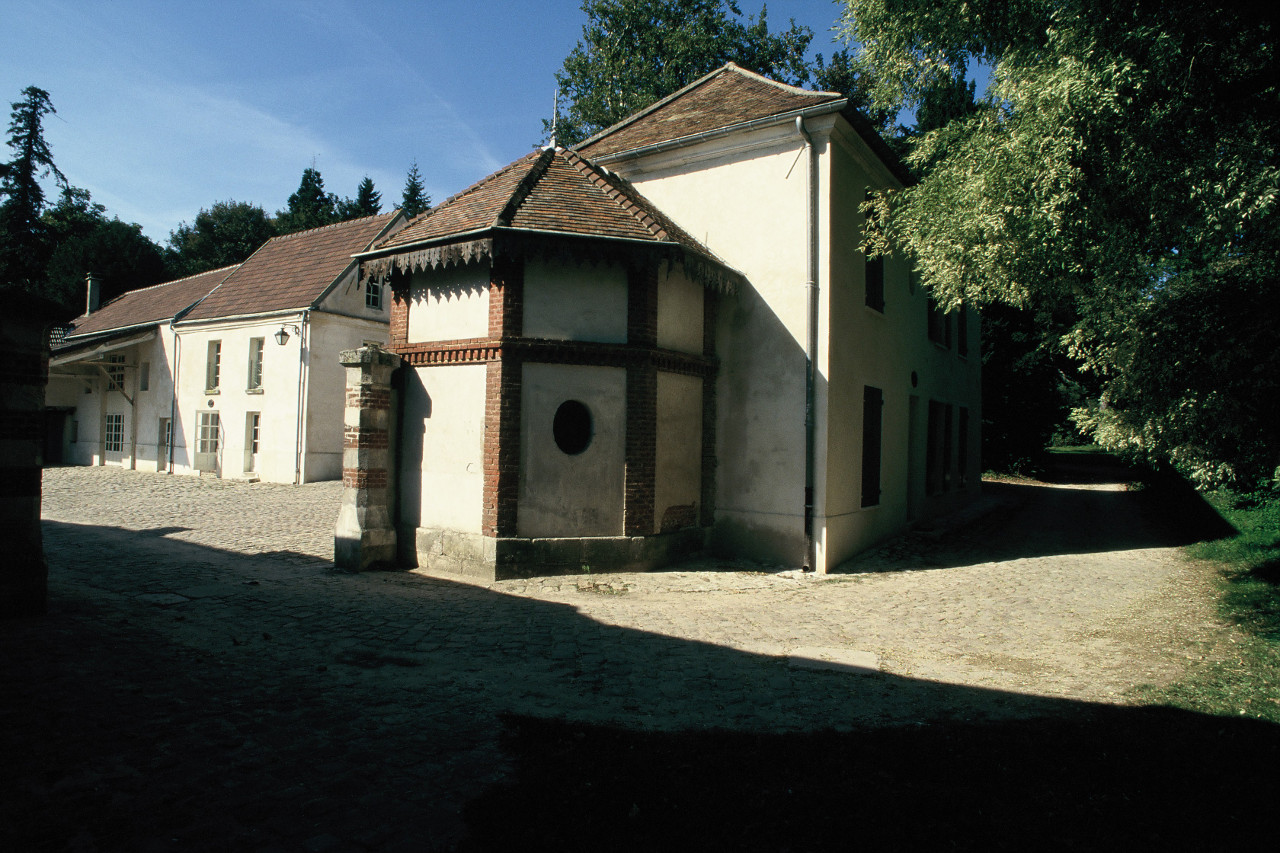
Château de Châtenay, ancienne ferme.
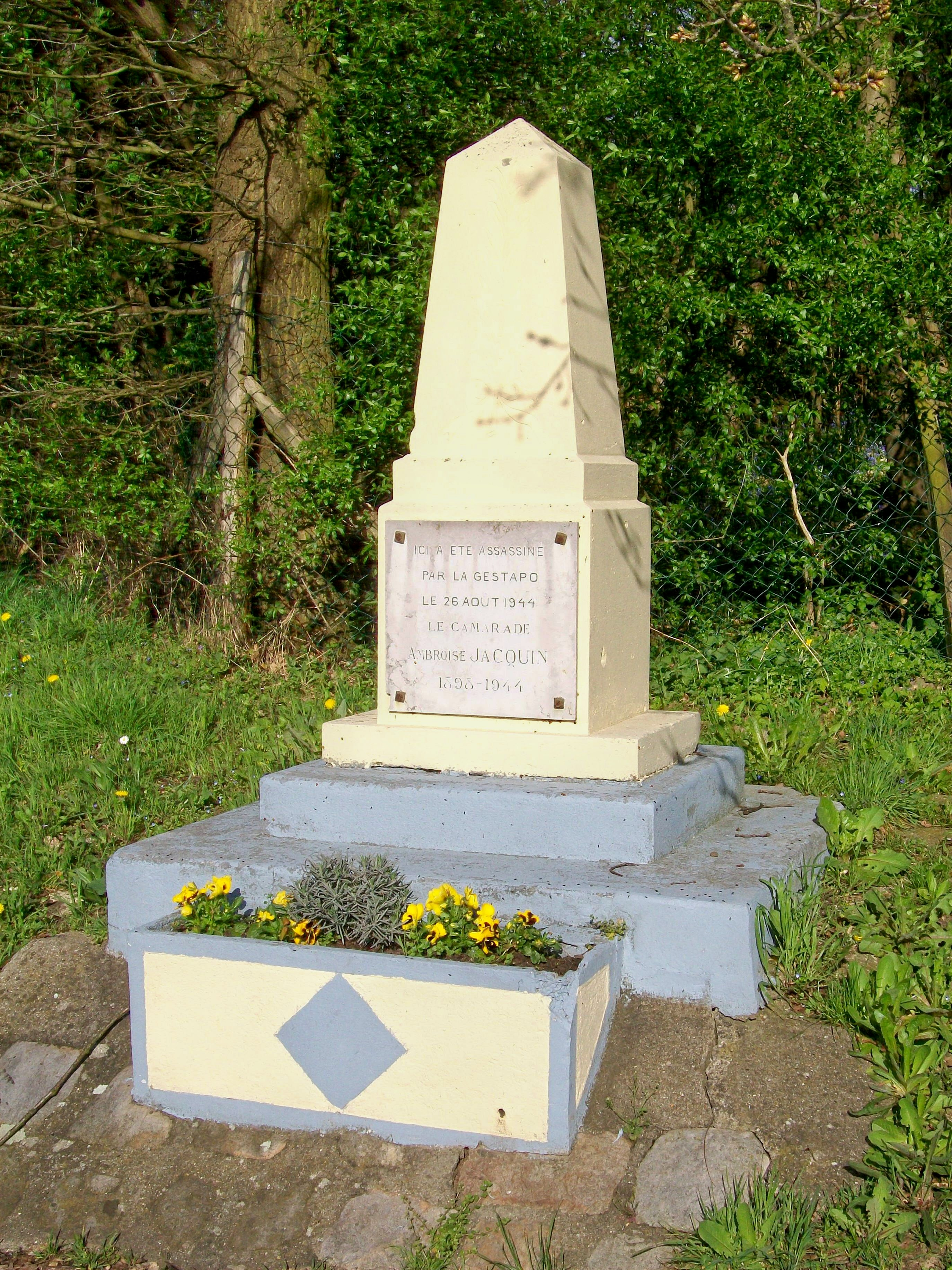
Monument pour Ambroise Jacquin, assassiné par la Gestapo.
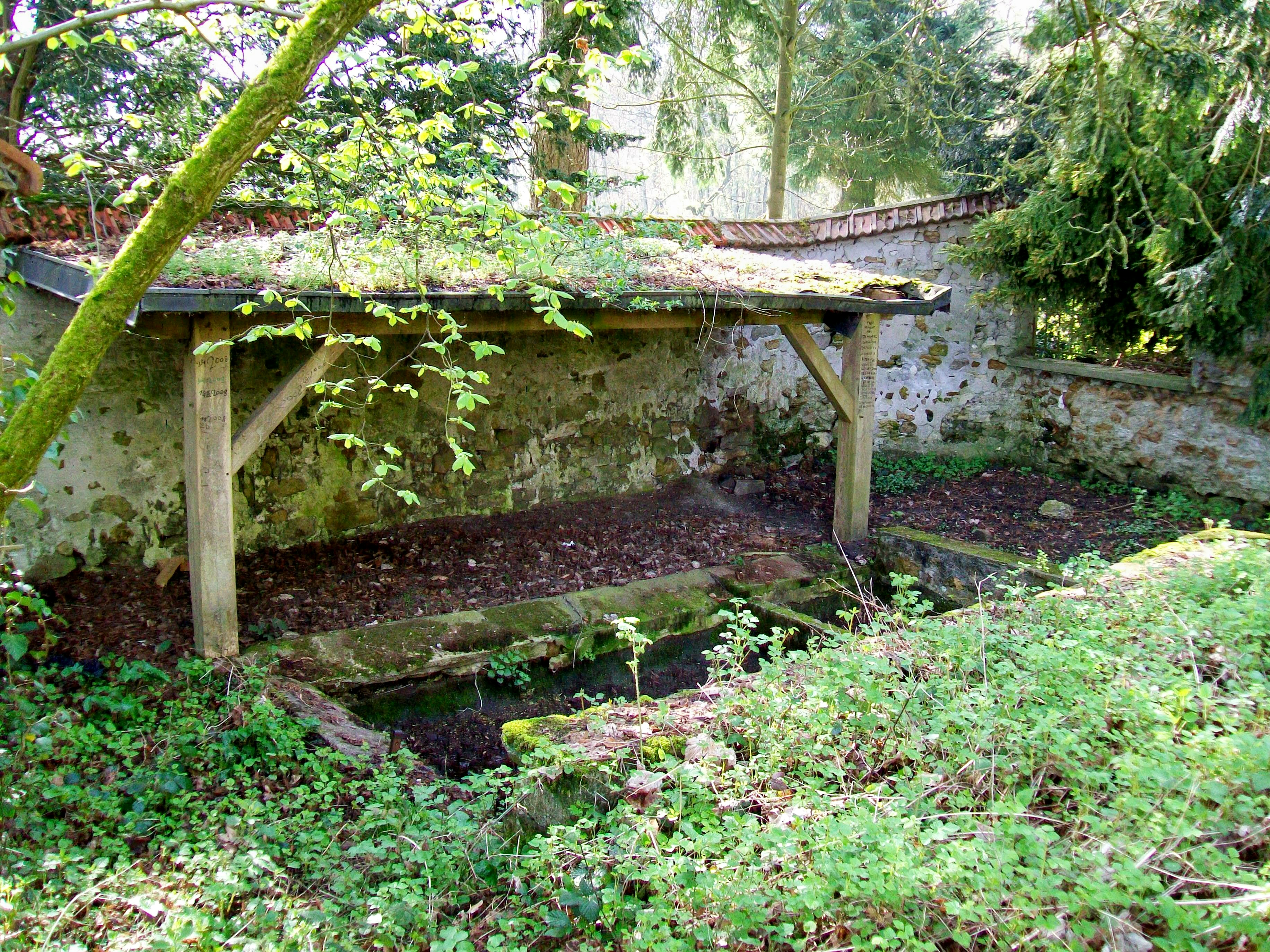
Lavoir de la fontaine des Joncs, au nord du parc.